# Santo Stefano d’Aveto
Santo Stefano d’Aveto – miejscowość i gmina we Włoszech, w regionie Liguria, w prowincji Genua.
Według danych na rok 2004 gminę zamieszkiwało 1251 osób, 22,7 os./km².
Urodził się tu dyplomata papieski abp Giovanni Mariani.